# Яичная
Яичная — река в России, протекает по Шарьинскому району Костромской области. Яичная (слева) сливается с рекой Менеевская (справа) образуя реку Карцеуха. Длина реки составляет 10 км. Населённых пунктов по берегам реки нет, примерно в 5 км к северу расположен посёлок Шекшема.

## Данные водного реестра
По данным государственного водного реестра России относится к Верхневолжскому бассейновому округу, водохозяйственный участок реки — Ветлуга от истока до города Ветлуга, речной подбассейн реки — Волга от впадения Оки до Куйбышевского водохранилища (без бассейна Суры). Речной бассейн реки — (Верхняя) Волга до Куйбышевского водохранилища (без бассейна Оки).
Код объекта в государственном водном реестре — 08010400112110000041820.